# Jiří Antonín Benda
Jiří Antonín Benda, também conhecido como George Benda, (Benátky nad Jizerou, 30 de junho de 1722 — Köstritz, 6 de novembro de 1795) foi um mestre de Capela, violinista e compositor checo.

## Óperas
- Xindo riconosciuto (libretto de Giovanni Andrea Galletti, opera seria, 1765, Gotha)
- Il buon marito (libretto de Galletti, Intermezzo, 1766, Gotha)
- Il nuove maestro di capella (Intermezzo, 1766, Gotha)
- Ariadne auf Naxos (libretto de Johann Christian Brandes, melodrama, 1775, Gotha)
- Der Jahrmarkt (Der Dorfjahrmarkt/Lukas und Bärbchen) (libretto de Friedrich Wilhelm Gotter, Singspiel, 1775, Gotha)
- Medea (libretto by Gotter, melodrama, 1775, Leipzig)
- Walder (libretto by Gotter, Singspiel, 1776, Gotha)
- Romeo und Julie (libretto de Gotter, Singspiel, 1776, Gotha)
- Der Holzhauer oder Die drey Wünsche (libretto de Gotter, Singspiel, 1778, Gotha)
- Pygmalion (libretto by Gotter, melodrama, 1779, Gotha)
- Philon und Theone, reed. coo Almansor und Nadine, (librettista anónimo, 1779, Gotha)
- Das tartarische Gesetz (libretto de Gotter, Singspiel, 1787, Mannheim)